# Полуяново (Смоленская область)
 Полуяново — деревня  в  Смоленской области России,  в Демидовском районе. Расположена в северо-восточной части области  в 14  км к западу от Демидова.
Население — 47 жителей (2007 год). Административный центр Полуяновского сельского поселения.

## Экономика
Дом культуры, магазин.